# Sandrine Alexi
Pour les articles homonymes, voir Alexi.
Sandrine Alexi, née le 4 janvier 1966 à Antibes, est une imitatrice française. Elle est imitatrice des Guignols de l'info sur Canal+ et se produit également sur scène dans des spectacles d'imitations.

## Biographie
Sandrine Alexi naît le 4 janvier 1966.
Enfant, Sandrine Alexi s'amuse à imiter ses parents devant sa glace, ainsi que ses idoles comme Claude François et ses Claudettes, Sylvie Vartan, France Gall, Marilyn Monroe, Olivia Newton John, Titi et Grosminet.
Fille de parents hôteliers, elle se dirige vers des études de tourisme et chante l'été dans des pianos bars et des orchestres avant de rejoindre le groupe de rock Lyr.
Plus tard, son père la pousse à aller auditionner à La Madonette, dîner-spectacle niçois réputé. Elle est engagée. C'est là-bas qu'en 1990, Patrick Sébastien la repère et lui offre sa première télé dans l'émission Sébastien c'est fou !, où elle imite les voix de Vanessa Paradis, Véronique Sanson et Dorothée. Elle y rencontre Yves Lecoq, qui lui propose de le rejoindre sur les Guignols de l'Info.
Sandrine rejoint donc l'équipe des Guignols en 1990 pour son imitation de Dorothée.
Elle s'installe à Paris, se produit en cabaret dîner-spectacle et continue à ajouter de nouvelles voix aux marionnettes des Guignols
Elle crée et double ainsi la majorité des voix féminines jusqu'à la fin du programme en juin 2018. 
Julie Bataille affirme en 2019 avoir travaillé en alternance avec elle pour ce programmemais Sandrine Alexi ne confirme pas cela puisque étant seule imitatrice en place sur le programme pendant plus de 20 ans .
Sandrine participe en compagnie de Gérald Dahan, puis de Didier Gustin aux Minikeums sur France 3, de 1994 à 2002. Elle participe également à plusieurs festivals d'humour : Montreux, Saint Gervais et Juste pour rire qui l'engage pour le spectacle d'imitateurs franco-québécois Cyclônes à Montréal.
Elle collabore aussi avec Laurent Ruquier dans On n'est pas couché, ou auprès de Michel Drucker sur Europe 1 dans Faites entrer l'invité, ainsi que pour les parodies chantées dans Groland sur Canal+.
En 2015, elle sort un album pop Rock comme chanteuse intitulé Alexi à l’origine, composé par Jean-Louis Bianchina.
Depuis, d'autres spectacles se sont joués : 2021: Sandrine Alexi flingue l'actu, écrit par Régis Mailhot, puis depuis 2023 ce même spectacle adapté nommé " Sandrine Alexi imite toutes les femmes " .Parrallelement en 2025 " Les Groupies du Pianiste " oú, entourée de musiciens, elle rend hommage aux plus grands succès de France Gall et Véronique Sanson.

## Spectacles
- 1994 : Le cercle du PS disparu, Théâtre des Deux Ânes
- 1995 : Duo Alexi/Gustin, Comédie-Caumartin
- 1997 : Poupées de cire, Poupées de sons, Point-Virgule
- 1998 : Sandrine Alexi attaque, Théâtre de Dix heures
- 2000 : Sandrine Alexi joue les stars, Théâtre de Dix heures
- 2004-2006 : Prise de têtes, mis en scène par Smaïn, DVD réalisé par Gérard Pullicino et sorti le 9 février 2006[5].
- 2011 : Sandrine Alexi imite les stars, mise en scène de Franck Cimière, Théâtre du Gymnase[6] et Casino de Paris
- Novembre 2015 : album À l'Origine, en concert au Réservoir de Paris et au Bus Palladium
- 2017-2019 : Vocal'Combats, avec Gérald Dahan[7]
- 2019 : Permis d'imiter[1]
- 2020 : Vocal'Copieuse
- 2021 : Sandrine Alexi flingue l’actu[8]

## Imitations

### Guignols de l'info
- Céline Dion
- Carla Bruni
- Sophie Marceau
- Nadine Morano
- Natacha Polony
- Cécile Duflot
- Roselyne Bachelot
- Marine Le Pen
- Anne Hidalgo
- Marion Cotillard
- Eva Joly
- Nathalie Kosciusko-Morizet
- Kim Kardashian
- Angelina Jolie
- Hillary Clinton
- Christiane Taubira
- Ségolène Royal
- Bernadette Chirac
- Valérie Trierweiler
- Martine Aubry
- Isabelle Balkany
- Monica Bellucci
- Dominique Voynet
- Xavière Tiberi
- Rama Yade
- Angela Merkel
- Élisabeth Guigou
- Claude Chirac
- Claire Chazal
- Christine Ockrent
- Laurence Parisot
- Mireille Dumas
- Christine Bravo
- Rachida Dati
- Lara Fabian
- Valérie Payet
- Anne Sinclair
- Simone Veil
- Michèle Alliot-Marie
- Élise Lucet
- Cristina Córdula
- Anne-Claire Coudray
- Personnages féminins anonymes, pour certains sketches, notamment en direct.

### Minikeums(1994-2002)
- Josy
- Zaza
- Diva
- Vaness
- Léon le koala

### Chanteuses des années 1980
- Julie Pietri
- Jackie Quartz
- Jeanne Mas
- Sabrina
- Rose Laurens
- Lio

### Autres imitations
- Jane Birkin
- Chantal Ladesou
- Catherine Deneuve
- Blanche Gardin
- Léa Salamé
- Zaz
- Maurane
- Sophie Davant
- Christine Angot
- Amanda Lear
- Anne Roumanoff
- Josiane Balasko
- Anémone
- Arielle Dombasle
- Marie-Anne Chazel
- Brigitte Bardot
- Élie Kakou
- Muriel Robin
- Vanessa Paradis
- France Gall
- Édith Piaf
- Mireille Mathieu
- Axelle Red
- Rita Mitsouko
- Dalida
- Sylvie Vartan
- Mylène Farmer
- Ophélie Winter
- Chantal Goya
- Patricia Kaas
- Véronique Sanson
- Zazie
- Jenifer
- Shakira
- Kate Bush
- Clara Luciani
- Angèle
- Olivia Ruiz
- Niagara
- Cher
- Lady Gaga
- Marilyn Monroe
- Madonna
- Joan Jett
- Blondie
- Whitney Houston
- Tina Turner
- Aretha Franklin
- Cyndi Lauper
- Britney Spears
- Cynthia Nixon
- Kim Cattrall
- Elsa Lunghini